# Emilio Gamboa Patrón
Emilio Antonio Gamboa Patrón (Mérida, Yucatán, 23 de agosto de 1950) es un político mexicano, miembro del Partido Revolucionario Institucional. Fue secretario de Comunicaciones y Transportes, dos veces senador de la República, diputado federal y secretario particular del presidente Miguel de la Madrid. Fue coordinador del Grupo Parlamentario del PRI en la LX Legislatura del Congreso de la Unión de México.

## Trayectoria
Emilio Gamboa Patrón es licenciado en relaciones industriales, egresado de la Universidad Iberoamericana y miembro del PRI desde 1972. Como político, se ha mantenido en cargos de la administración pública durante los últimos 30 años (más de cuatro sexenios), lapso en el que ha ocupado ocho puestos clave que lo mismo le permitieron tener voz en las sucesiones presidenciales que crear paquetes de frecuencias para los medios de comunicación electrónicos.
Gamboa Patrón opera usualmente en silencio, la discreción es una de sus características. Sus detractores lo consideran políticamente obscuro y perverso.
Según el monitoreo del poder legislativo realizado por el Centro de Investigación y Docencia Económicas (CIDE), Gamboa presentó, como senador (2000-2006), una propuesta de ley con modificaciones a la Ley General de Salud que fue aprobada.
Ha ocupado los siguientes cargos:
| Período   | Cargo                                                                                              | Observaciones                                  |
| --------- | -------------------------------------------------------------------------------------------------- | ---------------------------------------------- |
|           | Secretario particular del Secretario de Programación y Presupuesto                                 |                                                |
| 1982-1988 | Secretario particular del presidente Miguel de la Madrid                                           |                                                |
| 1988-1991 | Director General del Instituto del Fondo Nacional de la Vivienda para los Trabajadores (Infonavit) | Presidencia Carlos Salinas de Gortari          |
| 1991-1993 | Director General del Instituto Mexicano del Seguro Social (IMSS)                                   | Presidencia Carlos Salinas de Gortari          |
|           | Director General del Fondo Nacional de Fomento al Turismo (Fonatur)                                | Presidencia Carlos Salinas de Gortari          |
| 1993-1994 | Secretario de Comunicaciones y Transportes                                                         | Presidencia Carlos Salinas de Gortari          |
| 1994-1995 | Director General de la Lotería Nacional                                                            | Presidencia Ernesto Zedillo Ponce de León      |
| 1998      | Subsecretario de Comunicación Social de la Secretaría de Gobernación                               | Presidencia Ernesto Zedillo Ponce de León      |
| 2000      | Coordinador de la campaña presidencial de Francisco Labastida Ochoa                                |                                                |
| 2000-2006 | Senador de la República                                                                            |                                                |
| 2006-2009 | Diputado federal de representación proporcional en la LX Legislatura                               | Coordinador de los diputados del PRI           |
| 2010-2011 | Secretario General de la Confederación Nacional de Organizaciones Populares (CNOP)                 |                                                |
| 2012-2018 | Senador de la República                                                                            | Coordinador de la bancada priísta en el Senado |

## Controversias
El 12 de septiembre de 2006, varios periódicos mexicanos revelaron una conversación de Gamboa con el empresario textil Kamel Nacif Borge, vinculado con Jean Succar Kuri (quien se encuentra en la cárcel por cargos de pederastia, pornografía infantil y seducción de menores). En la conversación, Kamel Nacif Borge instaba a Gamboa a detener iniciativas en el Senado de la República respecto a casinos. Gamboa reconoció que conoce al empresario, pero negó que hubiera tráfico de influencias.
Gamboa Patrón es señalado en el libro "Los Demonios del Edén" como uno de los principales aliados de Jean Succar Kuri, ya que de acuerdo con los testimonios de las víctimas y amigos cercanos, el político gustaba de mantener relaciones con menores de edad.
Emilio Gamboa es autor de la frase:

Pues entonces va pa’trás papá

Irónicamente, el escritor Carlos Monsiváis dijo que la conversación se desarrollaba en cabroñol, una variante del idioma español en la que se emplean profusamente palabras altisonantes.
La transcripción estenográfica de la nota fue publicada por el periódico El Universal el 12 de septiembre del 2006.